# Björnsdóttir
Björnsdóttir ist ein isländischer Name.

## Bedeutung
Der Name ist ein Patronym und bedeutet Tochter des Björn. Die männliche Entsprechung ist Björnsson (Sohn des Björn).

## Namensträgerinnen
- Ágústa Edda Björnsdóttir (* 1977), isländische Handballspielerin und Radsportlerin
- Gígja Björnsdóttir (* 1998), isländische Skilangläuferin
- Selma Björnsdóttir (* 1974), isländische Sängerin
- Sigríður Hagalín Björnsdóttir (* 1974), isländische Journalistin und Autorin
- Sigrún Edda Björnsdóttir (* 1958), isländische Schauspielerin
- Svava Björnsdóttir (* 1952), isländische Künstlerin